# Lythrypnus lavenbergi
 Lythrypnus lavenbergi és una espècie de peix de la família dels gòbids i de l'ordre dels cipriniformes que es troba a l'Illa Cocos (Costa Rica).